# Kainuu
Kainuu là một vùng thuộc miền bắc Phần Lan, thủ phủ là thành phố Kajaani. Vùng Kainuu có diện tích đất liền là 22.587,86 km² (2021)–đứng thứ 4 cả nước, với dân số toàn vùng (2023) là 70.426 người và mật độ dân số là 3,49 người/km².
Vùng Kainuu tiếp giáp với:
- vùng Bắc Ostrobothnia về phía tây và phía bắc;
- Liên bang Nga về phía đông;
- các vùng Nam Savo và Nam Karelia về phía nam.

Thiên nhiên vùng Kainuu chủ yếu là các vùng đồi xanh rừng, hồ nước và các cánh rừng lớn ít dân cư sinh sống. Thật vậy, diện tích bao phủ rừng chiếm tới 80% diện tích đất liền của Kainuu. Vùng Kainuu có khí hậu lục địa.